# これが世界のホンモノだ!
これが世界のホンモノだ!（これがせかいのほんものだ!）は、1969年10月5日から1970年3月29日まで、フジテレビで放送された海外取材ドキュメンタリー番組。カラー放送。放送番組センター協賛番組。

## 概要
世界各地を訪ね、衣食住、産業、文化など毎回ひとつのテーマを取り上げ、社会的風土や風俗を織り込みながら“本物”に迫る、海外取材カラードキュメンタリー番組。

## 放送日時及び時間
- 放送期間：1969年10月5日～1970年3月29日 [2]
- 放送時間：毎週日曜日 23:00〜23:30 [2]

## ナレーター
- 小沢昭一 [2]

## スタッフ
- 音楽:広瀬健次郎 [2]
- 制作:金沢大作、石川洋之 [2]

## 各回の放送内容
| 回数 | 放送日         | サブタイトル                                               | 備考   |
| ---- | -------------- | ---------------------------------------------------------- | ------ |
| 1    | 1969年 10月5日 | ファッション おしゃれのパリ（フランス）                    | [ 3 ]  |
| 2    | 10月12日       | バカンスこそ人生（フランス）                               | [ 4 ]  |
| 3    | 10月19日       | フランス料理の味（フランス）                               | [ 5 ]  |
| 4    | 10月26日       | 子供の国アンデルセンの国（デンマーク）                     | [ 6 ]  |
| 5    | 11月2日        | 闘牛士のバラード（スペイン）                               | [ 7 ]  |
| 6    | 11月9日        | カルメンがいっぱい（スペイン）                             | [ 8 ]  |
| 7    | 11月16日       | ワインで乾杯（フランス）                                   | [ 9 ]  |
| 8    | 11月23日       | マカロニカーキチ野郎（イタリア）                           | [ 10 ] |
| 9    | 11月30日       | ビール狂騒曲（西ドイツ）                                   | [ 11 ] |
| 10   | 12月7日        | 中立の国スイス アルプスの国スイス（スイス）                | [ 12 ] |
| 11   | 12月14日       | ガラスの島とゴンドラと（イタリア）                         | [ 13 ] |
| 12   | 12月21日       | 自転車のりの英雄たち（イタリア）                           | [ 14 ] |
| 13   | 12月28日       | スイスの時計（スイス）                                     | [ 15 ] |
| 14   | 1970年 1月4日  | 動物こそわが命（イギリス）                                 | [ 16 ] |
| 15   | 1月11日        | 英国紳士ゼントルマン入門（イギリス）                       | [ 17 ] |
| 16   | 1月18日        | 女王陛下のサッカー野郎（イギリス）                         | [ 18 ] |
| 17   | 1月25日        | 広場ヨーロッパ（イギリス）                                 | [ 19 ] |
| 18   | 2月1日         | ヒッピー、ゴーゴー（アメリカ合衆国）                       | [ 20 ] |
| 19   | 2月8日         | ミニミニ飛行機時代（アメリカ合衆国）                       | [ 21 ] |
| 20   | 2月15日        | これが世界のホンモノだ! 最後のカウボーイ（アメリカ合衆国） | [ 22 ] |
| 21   | 2月22日        | 実録ガードマン（アメリカ合衆国）                           | [ 23 ] |
| 22   | 3月1日         | 消費天国アメリカ（アメリカ合衆国）                         | [ 24 ] |
| 23   | 3月8日         | ボクシング 「蹴って勝ち取れ！」（タイ）                    | [ 25 ] |
| 24   | 3月15日        | 怒れ!爬虫類（タイ）                                        | [ 26 ] |
| 25   | 3月22日        | 中国料理 「食って食って食いまくれ」（香港）                | [ 27 ] |
| 26   | 3月29日        | 中国人の生活 「是即中国的人生観也」（香港）                | [ 28 ] |

## 番組の保存・閲覧
番組を協賛した放送番組センターの放送ライブラリーでは、全部の回が保存されており、閲覧することができる。